# Arp-Madore 1
Arp-Madore 1 (AM 1) – najbardziej oddalona od Ziemi znana gromada kulista Drogi Mlecznej. Została zaobserwowana w 1975 roku na płytach fotograficznych wykonanych w Europejskim Obserwatorium Południowym. Astronomowie, którzy ją odkryli nie byli pewni co do jej natury, jednak przypuszczali, że może to być gromada kulista. W 1979 roku amerykańscy astronomowie Halton Arp i Barry F. Madore w ramach poszukiwań osobliwych galaktyk prowadzonych przy pomocy UK Schmidt Telescope w Australii potwierdzili, że jest to gromada kulista.
Arp-Madore 1 znajduje się w odległości 402 000 lat świetlnych od Ziemi w kierunku konstelacji Zegara. Ponieważ jasność wizualna tej gromady wynosi zaledwie 15,72m, jest ona widoczna wyłącznie za pomocą dużych teleskopów. Pomimo swojej odległości gromada AM 1 jest powiązana grawitacyjnie z Drogą Mleczną. Gromada Arp-Madore 1 znajduje się 406 200 lat świetlnych od jądra naszej Galaktyki.